# Mikroregion Carazinho

Mikroregion Carazinho

Mikroregion Carazinho – mikroregion w brazylijskim stanie Rio Grande do Sul należący do mezoregionu Noroeste Rio-Grandense. Ma powierzchnię 4.956,1 km²

## Gminy
- Almirante Tamandaré do Sul
- Barra Funda
- Boa Vista das Missões
- Carazinho
- Cerro Grande
- Chapada
- Coqueiros do Sul
- Jaboticaba
- Lajeado do Bugre
- Nova Boa Vista
- Novo Barreiro
- Palmeira das Missões
- Pinhal
- Sagrada Família
- Santo Antônio do Planalto
- São José das Missões
- São Pedro das Missões
- Sarandi